# Barbara Côte d’Ivoire
Barbara Côte d'Ivoire est une femme trans ivoirienne, pionnière de la communauté LGBT, née en 1969.
Barbara est coiffeuse de profession. Elle est formée par Garo Hasbanian puis est la coiffeuse de grandes personnalités dont la première dame Marie-Thérèse Houphouët-Boigny. En 1995, elle remporte le prix du meilleur coiffeur de Côte d'Ivoire à Abidjan.

## Activisme
En 1996, Barbara cofonde l'Association des travestis de Côte d’Ivoire (ATCI), une organisation visant à soutenir les personnes transgenres et à promouvoir leurs droits,. Cette initiative attire l’attention internationale, notamment à travers le documentaire Woubi Chéri réalisé en 1998 par Laurent Bocahut et Philip Brooks, qui explore la vie des homosexuels et des personnes trans en Côte d'Ivoire.
Barbara Côte d’Ivoire participe à plusieurs événements internationaux, tels que le festival de films gays et lesbiens de Paris en 1998 et la première conférence mondiale des gays et lesbiennes en Afrique du Sud en 1999. Elle est également récompensée à Londres pour son engagement avec l'ATCI.